# Uno per tutte
Chansons d'Emilio Pericoli au Festival de Sanremo
Quando quando quando
(1962) Piccolo piccolo (jumélée à Peter Kraus) 
(1964)
Chansons de Tony Renis au Festival de Sanremo
Quando quando quando
(1962) I sorrisi della sera (jumélée à Frankie Avalon) 
(1964)
Singles par Emilio Pericoli
Mandulinata blu
(1962) Mi voglio bene
(1964)
Singles par Tony Renis
Perché perché
(1963) Bikini e tamuré
(1963)
Chansons ayant remporté le Festival de Sanremo et chansons représentant l'Italie au Concours Eurovision de la chanson
Addio, addio
(1962) Non ho l'età
(1964)
Uno per tutte (« Un pour toutes ») est une chanson écrite par Mogol et Alberto Testa, composée par Tony Renis et interprétée par Emilio Pericoli, sortie en 45 tours en février 1963.
C'est la chanson représentant l'Italie au Concours Eurovision de la chanson 1963 le 23 mars à Londres, après avoir remporté le 13e festival de Sanremo le 9 février.

## À l'Eurovision
La chanson est intégralement interprétée en italien, langue nationale de l'Italie, comme le veut la coutume avant 1966. L'orchestre est dirigé par Gigi Cicherello.
Uno per tutte est la sixième chanson interprétée lors de la soirée du concours, suivant Solhverv d'Anita Thallaug pour la Norvège et précédant Muistojeni laulu de Laila Halme pour la Finlande.
À l'issue du vote, elle obtient 37 points et se classe 3e sur 16 chansons,.

## Liste des titres
Toutes les chansons sont écrites par le duo Mogol-Testa (it) et composées par Tony Renis, sauf indication contraire.

### Version d'Emilio Pericoli
| A. | Uno per tutte |               |              | 2:45 |
| B. | Sull'acqua    | Ernie Maresca | Luigi Pagano | 3:47 |

### Version deTony Renis
| A. | Uno per tutte |                | 3:48 |
| B. | Le ciliegie   | Enrico Favilla | 2:12 |

## Reprises et adaptations
Emilio Pericoli a également enregistré la chanson dans une version en espagnol sous le titre Uno para todas.
La chanson fut reprise et adaptée dans plusieurs langues par différents artistes :
- en allemand : Der Liebling von allen, dont les versions de Vittorio Casagrande (de) et Leo Leandros (de) se classent respectivement en 25e et 46e position du hit-parade allemand ;
- en espagnol : Uno para todas
- en finnois : Yksi vai kaikki ;
- en serbo-croate : Jedan za sve (Један за све) ;
- en suédois : Du är som skapad för mig.

## Classements

### Classements hebdomadaires

#### Uno per tutte
| Classement (1963)        | Meilleure position |
| ------------------------ | ------------------ |
| Italie (Musica e dischi) | 1                  |

| Classement (1963)        | Meilleure position |
| ------------------------ | ------------------ |
| Italie (Musica e dischi) | 17                 |

#### Der Liebling von allen
| Classement (1963)            | Meilleure position |
| ---------------------------- | ------------------ |
| Allemagne (Media Control AG) | 25                 |

| Classement (1963)            | Meilleure position |
| ---------------------------- | ------------------ |
| Allemagne (Media Control AG) | 46                 |

### Classements de fin d'année
| Classement (1963)                                  | Meilleure position |
| -------------------------------------------------- | ------------------ |
| Italie (Musica e dischi) version d'Emilio Pericoli | 78                 |
| Italie (Musica e dischi) version de Tony Renis     | 25                 |

## Historique de sortie
| Pays       | Date         | Format                | Label        |
| ---------- | ------------ | --------------------- | ------------ |
| Italie     | février 1963 | 45 tours              | Ricordi      |
| États-Unis | 1963         | 45 tours promotionnel | Warner Bros. |